# Hakubabackarna

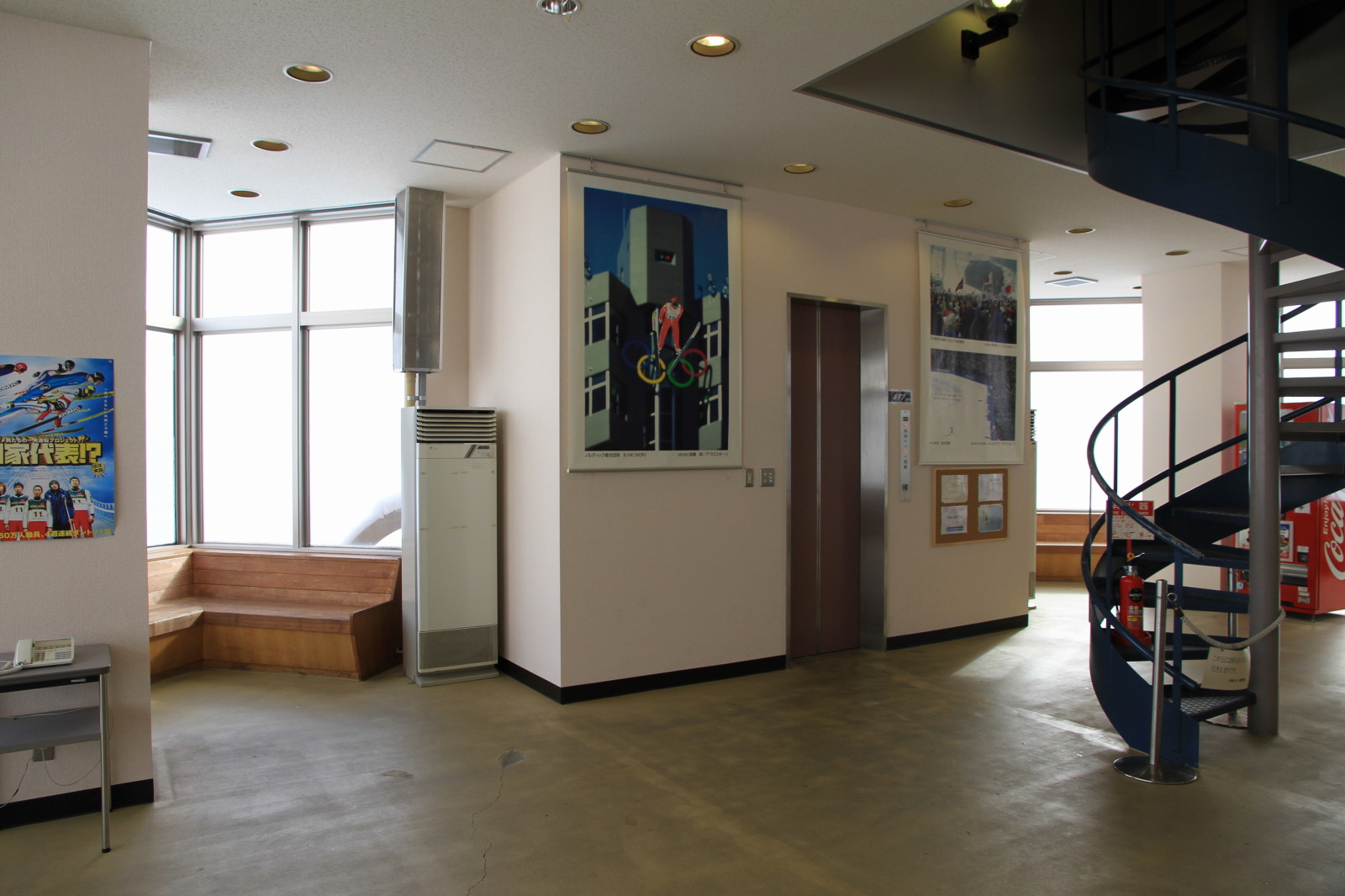
Inne i Hakubabacken

Hakubabackarna (japanska: 白馬ジャンプ競技場 - Hakuba-jampu-kyōgijō) är en backhoppsanläggning som ligger på ön Honshu, den största av Japans öar, i Nagano prefektur.
Anläggningen användes under Olympiska vinterspelen 1998 i Nagano och består av två hoppbackar i storlekarna K120 (Hill Size 131) och K90 (HS98).

## Historia
Planläggningen av Hakuba-backarna började 1987, och hoppbackarna invigdes 1992. Året därpå lades plastmattor ut i hoppbackarna, så att de kan användas även sommartid. De första internationella tävlingarna vid anläggningen var världscuptävlingar 25 och 26 januari 1997.
Efter OS användas stora backen huvudsakligen till tävlingar i Summer Grand Prix, den mest prestigefyllda backhoppstävlingen om sommaren. Men världscuptävlingar har också arrangerats (senast 2004) och även Kontinentalcuptävlingar (sanast 2000). Normalbacken används mycket för träning, men har inte använts internationellt efter OS.
Officiell backrekord i HS131-backen (K120) är 137 meter, satt av Takanobu Okabe og Masahiko Harada (båda Japan) i OS 17 februari 1998. Takanobu Okabe hoppade 140 meter 26 februari 2011. I HS 98-backen är rekordet 100 meter, satt av Masaki Tomii (Japan) 14 februari 1999.

## Viktiga tävlingar (vinter)

### Herrar
| Dato             | Vinnare                                                            | Andre                                                                 | Tredje                                                                                 | Typ tävling                         |
| ---------------- | ------------------------------------------------------------------ | --------------------------------------------------------------------- | -------------------------------------------------------------------------------------- | ----------------------------------- |
| 25 januari 1997  | Inställd                                                           | Inställd                                                              | Inställd                                                                               | Världscup, normalbacke              |
| 26 januari 1997  | Adam Małysz                                                        | Noriaki Kasai                                                         | Masahiko Harada                                                                        | Världscup, stora backen             |
| 11 februari 1998 | Jani Soininen                                                      | Kazuyoshi Funaki                                                      | Andreas Widhölzl                                                                       | OS, normalbacke                     |
| 14 februari 1998 | Kazuyoshi Funaki                                                   | Jani Soininen                                                         | Masahiko Harada                                                                        | OS, stora backen                    |
| 17 februari 1998 | Japan Takanobu Okabe Hiroya Saitō Masahiko Harada Kazuyoshi Funaki | Tyskland Sven Hannawald Martin Schmitt Hansjörg Jäkle Dieter Thoma    | Österrike Reinhard Schwarzenberger Martin Höllwarth Stefan Horngacher Andreas Widhölzl | OS, laghopp stora backen            |
| 25 januari 2000  | Finland Janne Ahonen Risto Jussilainen Ville Kantee Jani Soininen  | Tyskland Sven Hannawald Hansjörg Jäkle Martin Schmitt Michael Uhrmann | Österrike Andreas Goldberger Wolfgang Loitzl Stefan Horngacher Andreas Widhölzl        | Världscup, laghoppning stora backen |
| 26 januari 2000  | Jani Soininen                                                      | Andreas Widhölzl                                                      | Ville Kantee                                                                           | Världscup, stora backen             |
| 24 januari 2001  | Martin Schmitt                                                     | Risto Jussilainen                                                     | Andreas Widhölzl                                                                       | Världscup, stora backen             |
| 24 januari 2002  | Andreas Widhölzl                                                   | Stefan Horngacher Martin Koch                                         |                                                                                        | Världscup, stora backen             |
| 23 januari 2003  | Christian Nagiller                                                 | Matti Hautamäki                                                       | Hideharu Miyahira                                                                      | Världscup, stora backen             |
| 23 januari 2004  | Matti Hautamäki                                                    | Janne Ahonen                                                          | Bjørn Einar Romøren                                                                    | Världscup, stora backen             |

### Damer
| Dato        | Vinnare  | Andre    | Tredje   | Typ tävling                 |
| ----------- | -------- | -------- | -------- | --------------------------- |
| 1 mars 2011 | Inställd | Inställd | Inställd | Kontinentalcup, normalbacke |
| 2 mars 2011 | Inställd | Inställd | Inställd | Kontinentalcup, normalbacke |